# Confessione di un assassino
Confessione di un assassino, raccontata in una notte (Beichte eines Mörders, erzählt in einer Nacht) è un romanzo psicologico, filosofico, sociale dello scrittore austriaco Joseph Roth pubblicato nel 1936 ad Amsterdam.

## Storia editoriale
Dalle lettere indirizzate a Stefan Zweig si desume che Joseph Roth abbia composto Confessione di un assassino ad Amsterdam fra l'agosto 1935 e l'aprile 1936. Nella lettera del 4 aprile 1936 Roth scrive a Zweig di giudicare scadente il proprio romanzo avendo avuto poco tempo per la sua composizione. Il romanzo fu pubblicato ad Amsterdam dalla Allert de Lange Verlag, una casa editrice olandese diretta da Walter Landauer specializzata nella pubblicazione di testi letterari di autori di lingua tedesca della Exilliteratur. Il testo fu tradotto in inglese già nel 1937, in francese nel 1947, in spagnolo nel 1981 e in italiano nel 1982. Dagli anni ottanta in poi, con la riscoperta di Roth, sono aumentate notevolmente nei vari paesi anche le traduzioni di questo romanzo.

## Trama
Parigi. Il narratore, un giornalista austriaco esule in Francia, frequenta un ristorante "Tari-Bari" sulla Rive gauche dove si recano abitualmente degli immigrati russi. La sua attenzione è attratta da un cliente assiduo che gli altri immigrati chiamano "il nostro assassino". Una sera finalmente quest'ultimo inizia a raccontare ai presenti la sua vita, e le vicende a cui deve il suo sinistro soprannome. La narrazione si protrarrà per tutta la notte.
Golubčik ("il nostro assassino") ha trascorso l'infanzia come figlio del guardaboschi Golubčik nella natia Volinia. Da adolescente scopre di essere figlio naturale del principe Krapotkin; inizia così per lui l'ossessionante desiderio di venir riconosciuto da Krapotkin e ottenerne il cognome. Si reca a Odessa per un colloquio col padre naturale; ma incontra prima Jenö Lakatos, un affabile ungherese, leggermente zoppo, il quale si presenta a Golubčik come agente di commercio e gli suggerisce dei comportamenti in seguito ai quali Golubčik perde il favore di Krapotkin, viene derubato, finisce in prigione e sarà infine costretto ad arruolarsi nell'Ochrana, la polizia segreta zarista. All'attività di agente dell'Ochrana, Golubčik aggiunge il suo senso di "giustizia assoluta" («E colui che vuole la giustizia assoluta è preda della sete di vendetta»). La sua "sete di vendetta" si dirige soprattutto verso il giovane erede legittimo del principe Krapotkin. In seguito Golubčik si innamora di Lutetia, una bellissima modella di un sarto francese di cui l'Ochrana sospetta senza fondati motivi. L'Ochrana fornisce a Golubčik documenti falsi da cui risulta essere un Krapotkin. La sete di vendetta gli fa però commettere errori professionali per cui viene espulso dalla polizia segreta. Golubčik si reca a Parigi dove diventa amante di Lutetia, peraltro la prima e unica donna che abbia amato. Quando però, il giorno dell'assassinio di Jaurès e vigilia della prima guerra mondiale, scopre Lutetia nuda assieme all'«odiato e falso fratello», il giovane Krapotkin, li colpisce furiosamente finché non cadono esanimi in una pozza di sangue. Convinto di averli uccisi, Golubčik si arruola nell'esercito russo e durante la guerra cerca invano la morte per espiare le sue colpe. Dopo la guerra e la rivoluzione russa Golubčik ritorna in Francia e scopre di non essere un assassino: a Parigi infatti incontra prima Lutetia, che lo ama ancora, e successivamente il giovane Krapotkin, che lo perdona. 
Non appena Golubčik ha terminato la sua narrazione, nel ristorante entra Lutetia, che lo cerca per riportarlo a casa; per non incontrarla, il pavido Golubčik si nasconde sotto un tavolino. Il narratore rientra nel suo albergo dove viene avvicinato anche lui dal mellifluo Jenö Lakatos. Il narratore decide di lasciare l'albergo e allontanarsi dagli ambienti frequentati a Parigi fino ad allora.

## Personaggi

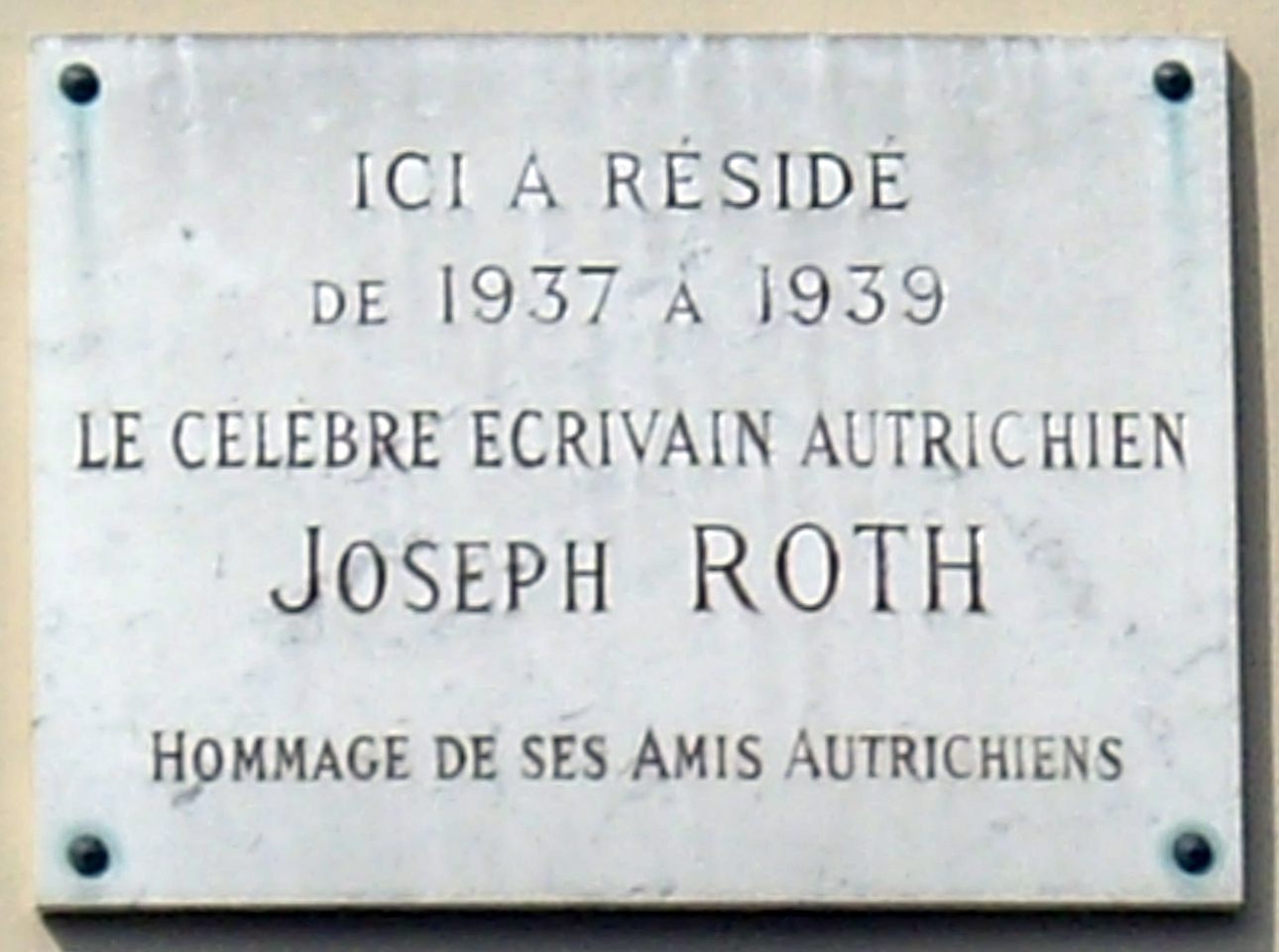
Lapide commemorativa posta a Parigi sull'edificio di rue de Tournon 18, dove Roth risiedette dal 1937 al 1939

Primo narratoreIo narrante della prima parte e della conclusione del romanzo. Non se ne conosce il nome. Viene così descritto da Golubčik: «capisce il russo, è tedesco, [...] ha fatto la guerra sul fronte orientale ed è stato per sei mesi nella cosiddetta armata d’occupazione, [...] in seguito è stato nell’Unione Sovietica, per incarico di un grande giornale. È uno scrittore!». È amante dell'alcol. La sua descrizione rimanda a quella di Joseph Roth a Parigi negli anni trenta.
Semën Semënovič Golubčikfiglio naturale del principe Krapotkin, desideroso di essere riconosciuto come figlio dal principe e portarne il cognome, cade nella trappola che gli tende il diabolico Lakatos ed è costretto ad arruolarsi come agente segreto nell'Ochrana. Soprannominato «il nostro assassino» dai russi avventori del ristorante "Tari-Bari", è stato tormentato a lungo dalla colpa di aver ucciso la propria amante (Lutetia) e l'usurpatore dei propri diritti (il giovane Krapotkin). Scoprirà infine di non aver ucciso nessuno, ma di aver sprecato ugualmente la propria vita a causa della sua "sete di vendetta".
Jenö Lakatossul suo biglietto da visita è scritto: «Commissionario in luppolo / Ditta Heidegger e Cohnstamm, SAAZ / Indirizzo: Budapest, Rakocziutca, 31», Lakatos è agente dei servizi segreti zaristi e, dopo la rivoluzione russa, di quelli leninisti. Lakatos è azzimato, gentilissimo, con una leggera e aggraziata zoppia (menomazione attribuita in alcune opere letterarie del passato al Diavolo). Dirà Golubčik: «Quando notai quello zoppicare aggraziato, amabile e accattivante del mio compagno, credetti di sentire, in quell’attimo, che era un messaggero dell’inferno». Per Pietro Citati, Lakatos discende dal Mefistofele di Goethe e dal diavolo-gentleman dei Fratelli Karamazov.
Principe Krapotkinaristocratico della Russia zarista ricco, altezzoso e protervo, padre naturale di Golubčik e probabilmente di molti altri figli, mantiene il ragazzo agli studi. Quando Golubčik gli chiede di essere riconosciuto come figlio, dapprima lo deride, poi gli fornisce dei buoni consigli e infine gli regala una costosa tabacchiera d'oro. Il principe in realtà ha un erede legittimo, un suo figlio adottivo, verso il quale mostra grande affetto.
Il giovane Krapotkinfiglio adottivo del Principe Krapotkin, col quale non ha rapporti di parentela, e odiato perciò da Golubčik. Di bell'aspetto, elegante, cortese, nutre idee rivoluzionarie. Negli anni trenta, a Parigi, invalido per le conseguenze delle ferite alla testa che gli aveva inferto Golubčik,a quest'ultimo che gli chiede perdono, il giovane Krapotkin risponderà «Non parliamo del passato! [...] Importante è il presente, il futuro!».
Lutetia (Annette Leclaire)Bellissima modella francese in Russia, a Parigi diventerà l'amante di Golubčik. Alla vigilia dello scoppio della Grande guerra sarà ferita gravemente da Golubčik, che tuttavia perdona e con cui nel dopoguerra ritorna a vivere insieme. Quando Golubčik termina il suo racconto, Lutetia entra nel ristorante "Tari-Bari": «una donna scarna, non più giovane. Assomigliava a un enorme uccello sparuto piuttosto che a una donna. Un velo nero, troppo sottile e corto, fissato alla bell’e meglio a uno dei bordi del ridicolo cappellino, tentava invano di nascondere una brutta e profonda cicatrice sopra l’occhio sinistro. E la sua voce stridula che chiedeva: "Dov’è il mio Golubčik? È qui? Dov’è?"»,

## Critica
Il romanzo presenta una doppia narrazione in prima persona: il primo narratore è uno scrittore di lingua tedesca amante dell'alcool, che parla il russo ed è immigrato in Francia, al pari di Joseph Roth; il secondo narratore è Semën Golubčik, il presunto assassino, protagonista del romanzo, incontrato dal primo narratore in un ristorante. Dopo l'introduzione del primo narratore, la narrazione/confessione di Golubčik costituisce la gran parte del romanzo. La conclusione è ciò accade al primo narratore dopo essere uscito dal ristorante ed essersi recato nell'albergo dove risiede. L'azione si svolge nella Parigi tra le due guerre, verosimilmente negli anni trenta, le vicende narrate da Golubčik si svolgono invece in un periodo epoca precedente la prima guerra mondiale. La doppia narrazione crea un'aria di evasività e manipolazione che rispecchia gli intrighi delle burocrazie statali con cui Golubčik è entrato in contatto. Pietro Citati osserva come nella Confessione di un assassino Roth abbia adottato temi e tecniche delle Memorie dal sottosuolo dostoevskijane per rappresentare il Male dei tempi moderni: «l'abiezione dell'anima, il desiderio di vendetta, il desiderio di torturare e di essere torturato, l'intreccio di odio e di amore, il piacere del giudice e quello della vittima, la squallida desolazione dell'eros, la menzogna, lo sguardo della spia, l'amore della maschera, la metamorfosi delle figure, il gioco del doppio, un'aria tra farsa irreale, incubo grottesco e balletto di spettri e di automi». 

## Edizioni
- (DE) Beichte eines Mörders erzählt in einer Nacht, 1ª ed., Amsterdam, Allert de Lange, 1936.
- (EN) Confession of a Murderer: Told in One Night, traduzione di Desmond I. Vesey, London, Hale, 1937.
- (FR) Notre assassin, collana Coll. Pavillon, traduzione di Blanche Gidon, Paris, Robert Laffont, 1947, bnf:32586361 .
- (ES) Confesión de un asesino, traduzione di Juan José Solar, Barcelona, Bruguera, 1981.

- Confessione di un assassino, raccontata in una notte, collana Coll. Biblioteca Adelphi ; 126, traduzione di Barbara Griffini, 1ª ed., Milano, Adelphi, 1982.
- Confessione di un assassino, collana Coll. Tascabili Bompiani ; 425, Milano, Bompiani, 1987.
- Confessione di un assassino raccontata in una notte, collana Coll. Gli Adelphi ; 58, traduzione di Barbara Griffini, Milano, Adelphi, 1999, ISBN 88-459-1033-4.